# Wests waterpolo Magpies
El Wests waterpolo Magpies es un club de waterpolo australiano en la ciudad de Sídney.

## Historia
El club fue fundado en 1965 de la unión de los equipos Ashfield y Enfield con la intención de jugar en primera división.

## Palmarés
- 1 vez campeón de la Liga de Australia de waterpolo masculino (2008)